# Municipio de Walnut Lake (Arkansas)
El municipio de Walnut Lake (en inglés: Walnut Lake Township) es un municipio ubicado en el condado de Desha en el estado estadounidense de Arkansas. En el año 2010 tenía una población de 246 habitantes y una densidad poblacional de 2,54 personas por km².

## Geografía
El municipio de Walnut Lake se encuentra ubicado en las coordenadas 33°49′32″N 91°30′15″O / 33.82556, -91.50417. Según la Oficina del Censo de los Estados Unidos, el municipio tiene una superficie total de 96.84 km², de la cual 93,79 km² corresponden a tierra firme y (3,14 %) 3,04 km² es agua.

## Demografía
Según el censo de 2010, había 246 personas residiendo en el municipio de Walnut Lake. La densidad de población era de 2,54 hab./km². De los 246 habitantes, el municipio de Walnut Lake estaba compuesto por el 67,48 % blancos, el 21,14 % eran afroamericanos, el 9,76 % eran de otras razas y el 1,63 % eran de una mezcla de razas. Del total de la población el 12,2 % eran hispanos o latinos de cualquier raza.